# یواس‌اس ای‌تی‌ای-۲۱۵
یواس‌اس ای‌تی‌ای-۲۱۵ (به انگلیسی: USS ATA-215) یک کشتی بود که طول آن 194' 6" بود. این کشتی در سال ۱۹۴۴ ساخته شد.